# Революционер (посёлок)
Революционе́р — посёлок в Грачёвском районе Оренбургской области, входит в состав Таллинского сельсовета.

## География
Посёлок находится на расстоянии примерно 20 км (по прямой) на север от села Грачёвка, административного центра района.

## История
Посёлок основан в 1919 году. В 1928 году в посёлке насчитывался 61 двор и проживало 160 жителей.

## Население
| 2010 |
| ---- |
| 102  |

### Национальный состав
Согласно результатам переписи 2002 года, в национальной структуре населения русские составляли 67 % из 180 чел.